# Gunnar Arhammar
Gunnar Arhammar, född 18 september 1926 i Köpenhamn, död 13 november 2006 i Stockholm, var en svensk barnläkare.
Gunnar Arhammar var son till folkskollärarinnan Judit Arhammar, ogift Eriksson och Barning, och musikdirektör Herman Åkerberg.
Gunnar Arhammar avlade läkarexamen 1957. Han arbetade som läkare i NNSC, (Neutral Nations Supervisory Commission) Korea 1955-56 och som barnläkare i Örnsköldsvik 1958–1961. För Sidas räkning arbetade han sedan från hösten 1961 på Ethio-Swedish Pediatric clinic (ESPC) i Etiopien. Från 1972 arbetade han sedan med utvecklingsprojekt i Zambia. Han arbetade också för Internationella röda korset och WHO runt om i världen, bland annat i flyktingläger i Thailand och i Uganda. Han var även länsläkare  i Stockholms län.
Arhammar har gett ut flera vetenskapliga arbeten. För CADU i Etiopien har han bland annat skrivit Sanitary survey in Goua (Keter Genet) och Census in Sagure - Yeloma, health survey of pre-school children in Goua/Ketar Genst, kap study of mothers in Golja (Ketar Genet).
Gunnar Arhammar gifte sig 1951 med Marianne, född Rencke (1924–2007) och 1989 med barnläkaren Kristina Tjernström, född 1938. 
Gunnar Arhammar är begravd i minneslunden vid Katarina kyrka i Stockholm.